# 仰元妃
仰元妃，仰氏，名不详，湖州人，五代十国吴越国主钱弘佐妾。父仰仁诠官至宁国军节度使。天福八年（943年），被纳为妃，有宠，即封元妃，后病死，葬于杭州城外。